# Uwe Dotzauer
Uwe Dotzauer (Klingenthal, 19 febbraio 1959) è un ex combinatista nordico tedesco orientale.

## Biografia
Debuttò in campo internazionale ai Mondiali juniores del 1977, a Sainte-Croix, vincendo la medaglia di bronzo. In Coppa del Mondo esordì nella gara inaugurale del 17 dicembre 1983 a Seefeld in Tirol, subito ottenendo quella che sarebbe rimasta la sua unica vittoria in carriera.
In carriera prese parte a due edizioni dei Giochi olimpici invernali, Lake Placid 1980 (5°) e Sarajevo 1984 (7°), e a tre dei Campionati mondiali, vincendo due medaglie.

## Palmarès

### Mondiali
- 2 medaglie:
  - 1 oro (gara a squadre a Oslo 1982)
  - 1 bronzo (individuale a Oslo 1982)

### Mondiali juniores
- 2 medaglie:
  - 2 bronzi (individuale a Sainte-Croix 1977; individuale a Murau 1978)

### Coppa del Mondo
- Miglior piazzamento in classifica generale: 2º nel 1984
- 6 podi (tutti individuali):
  - 1 vittoria
  - 4 secondi posti
  - 1 terzo posto

#### Coppa del Mondo - vittorie
| Data             | Località         | Nazione | Trampolino      | Spec.       |
| ---------------- | ---------------- | ------- | --------------- | ----------- |
| 17 dicembre 1983 | Seefeld in Tirol | Austria | Toni Seelos K90 | IN NH/15 km |

Legenda:

IN = individuale Gundersen

NH = trampolino normale